# اوا گاوریلوک
اوا گاوریلوک (لهستانی: Ewa Gawryluk؛ زادهٔ ۱۳ دسامبر ۱۹۶۷) بازیگر اهل لهستان است. او دانش‌آموختهٔ مدرسه ملی فیلم ووچ است.
از فیلم‌ها یا مجموعه‌های تلویزیونی که وی در آن‌ها نقش داشته‌است، می‌توان به سال‌های شیرین، پدر متیو، هتل ۵۲ و در خیابان سپولنی اشاره نمود.